# Træbeton
Træbeton er et materiale til akustikregulerende loftbeklædning, såkaldte akustikplader, fremstillet af grantræ i tyndthøvlede spåner bundet med cement. Loftbeklædningen absorberer lyden, så den fremtræder med en behagelig efterklangstid, der giver et godt akustisk miljø.